# 共沸蒸馏
共沸蒸馏，指改變共沸組成，為蒸馏或分馏混合物的一系列技术。在化学工程通常指加入一种成分以产生新的非均相低沸点共沸物的技术（如产生两种不互溶的液相），如在水和乙醇中加入苯，加入能导致分相或是与其结合的共沸剂，是工业共沸蒸馏操作方法的一個步驟。在某种意义上，加入共沸剂与萃取蒸馏类似。

## 物质分离剂
加入物质分离剂，如在乙醇－水混合物中加入苯，改变分子间相互作用并破坏共沸。在液体相中加入新成分后可以通过多种途径改变不同物质的活性係數，并进一步改变整个混合物的相对挥发度。由于偏离拉乌尔定律较大，使得加入另一种成分可以较易显著地改变相对挥发度。在共沸蒸馏中，加入成分的挥发度与混合物相同，新的共沸点由一种或多种成分依據分子間作用力形成。如果原液體中的成分不止一种，那么所选择形成共沸物的物质分离剂就可称为共沸剂。加入的共沸剂应能够通过蒸馏，倾析，或其他分离方法回收至接近初始加入的量。

## 举例：乙醇－水的蒸馏
共沸蒸馏的经典应用实例是將乙醇和水的混合物脱水。把接近共沸的混合物送入共沸蒸馏塔中。过程可选择以下几种共沸剂：苯、丙烷、环己烷、己烷、庚烷、异辛烷、丙酮以及乙醚，其中苯和环己烷用得最多，但苯會導致癌症，使用量已经减少。尽管过去是乙醇脱水的标准方法，如今由于成本和能耗相對高，已很少采用。另一种则较受欢迎，且毒性比苯低的方法是用甲苯共沸蒸馏脱水。

## 变压蒸馏
另一种方法变压蒸馏依據的是共沸点随压力变化的特性。共沸物不是不能蒸馏的浓度范围，而是在溫度與摩爾分率相圖中互相交叉的一点。如果共沸可以“跳过”，則蒸馏就可以继续。因为共沸點已经跃过，水将会从剩余的乙醇中蒸出，而不是乙醇在低浓度下从水中蒸出。
共沸性可以通过改变压力来去除。通常，将压力设至接近產物100%的浓度。对于乙醇来说，可能是97%，那么乙醇现在可蒸馏至97%左右。实际上会略低一点，如96.5%。96.5%酒精之后送入不同压力的蒸馏塔中，将共沸点降低，可能达到96%左右。由于混合物已经在96%共沸以上，蒸馏不会停留在这个点，乙醇可以在任何需要的浓度蒸出。

## 分子筛
对于汽油中乙醇添加剂的蒸馏，最常用来破坏共沸的方法是用分子筛。乙醇蒸到96%，之后通过一种可以从混合物中吸水的分子筛。此时浓度高于96%且可以进一步蒸馏，分子筛可以加热去除水再生。

## 参阅
- 共沸